# Akelarre (cifrado)
Akelarre es el nombre de un cifrador por bloques propuesto en 1996 que combinaba desarrollos de IDEA y RC5. Se demostró que era susceptible a un ataque incluso sólo con texto cifrado en el 2000 (Knudsen y Rijmen). Akelarre cifra en bloques de 128 bits de longitud con un tamaño variable de clave, que debe ser múltiplo de 64 bits. El número de rondas es variable, pero 4 son las sugeridas. Las operaciones en las rondas es similar a la usada en IDEA.